# Спасоје Орашанин
Спасоје Орашанин (Жљебови, 14. мај 1951 — Београд, 1. август 2023) био је генерал-мајор Војске Републике Српске.

## Биографија
Рођен је 1951. године у селу Жљебови од оца Рајка, службеника и мајке Радојке, домаћица.
Поред њега, родитељи су имали још троје дјеце. По националности је Србин. Ожењен је и има двије кћерке. Породична крсна слава је Сабор светог архангела Михаила - Аранђеловдан (21. новембар).
Завршио је Основну школа "Веселин Маслеша" у Жљебовима (1-5.разред), "Петар Кочић" у Соколовићима, Соколац (6. и 7. разред) и "Деветнаеста бирчанска бригада" у Власеници (8. разред), 1966; Гимназију "Милорад Влачић" у Власеници 1970; Војнотехничку академију Копнене војске - смјер машински (десет семестара) у Загребу 1975. и стекао звање дипломираног инжењера машинства; курс усавршавања старјешина техничке службе из области квалитета и поузданости средстава наоружања и војне опреме (оспособљен за самосталну примјену метода обезбјеђења квалитета и поузданости средстава наоружања и војне опреме) у Центру војнотехничких школа Југословенске народне армије "Иван Гошњак" у Загребу 1985. и специјалистичке студије на Високим војнотехничким школама Копнене војске у Загребу 1988. и стекао академски степен специјалисте из стручне дисциплине класичног и ракетног наоружања.
Произведен је у чин поручника техничке службе 27. јуна 1975. године, а унапријеђен у капетана 1978, капетана прве класе 1982, мајора 1986, потпуковника 1991, пуковника 1995. и генерал-мајора 28. јуна 1997. године (ванредно).
Обављао је дужности: начелник техничке службе у пјешадијском пуку у Сарајеву; командир техничке чете у касарнском органу 4. пјешадијске дивизије у Сарајеву; конструктор - технолог у Творници машина и хидраулике у Машинско-металуршком комбинату "Братство" Пуцарево; Војни контролор у Радној организацији намјенске производље "Братство" за контролу квалитета и поузданости средстава наоружаља и војне опреме, Пуцарево; војни контролор у Радној организацији намјенске производље "Претис" у Вогошћи у органу за контролу квалитета и поузданости средстава наоружаља и војне опреме; начелник Одјељеља за развој средстава наоружања и војне опреме, стандардизацију и метрологију у Војнопривредном сектору Републике Српске; начелник Управе за војно привредну дјелатност Министарства одбране Републике Српске и директор Дирекције за производњу и промет наоружаља и војне опреме Републике Српске (уједно помоћник министра одбране за војнопривредну дјелатност) у Зворнику и Бањој Луци.
Службовао је у гарнизонима Сарајево, Пуцарево, Пале, Зворник и Бања Лука. Учествовао у рату од 4. априла 1992. до 14. децембра 1995. године на дужностима у Министарству одбране Републике Српске. Активна војна служба престала му је 28. фебруара 2002. године. Наставио је да ради на посљедњој дужности по уговору о дјелу до 2002. године, када му је, под притиском високог представника међународне заједнице за Босну и Херцеговину, указом предсједника Републике Српске престала служба (због наводног кршења резолуција Уједињених нација о забрани извоза наоружања и опреме у Ирак - афера "Орао") . Са породицом живи у Београду.
Написао је радове: "Узроци неслагања механичке и пиезоелектричне методе мјерења притиска гасова у цијевима артиљеријских оруђа " (дипломски рад на Војнотехничкој академији); "Увођење микрофилмске технике у информациони систем намјенске фабрике у циљу побољшања ефикасности и безбједности намјенске фабрике" (специјалистички рад на Високим војнотехничким школама); Студија упоредног испитивања ефикасности парчадног дејства коване кошуљице мине 82мм М93 и ливених кошуљица од сивог нодуларног лива.
Учествовао је у писању појединачних и заједничких експертиза о испитивању разних врста наоружања у разним фазама развоја (прототип, прототипска партија, нулта серија), као и великих контролних испитивања у серијској производњи минобацача, свих врста топова и ракетне артиљерије (вишецијевни бацач ракета - ВБР, самоходни вишецијевни ракетни лансер "Огањ", "Оркан" и слично).
Погинуо је у саобраћајној несрећи 1. августа 2023. године.

## Одликовања и признања
- Медаља за војне заслуге
- Орден за војне заслуге са сребрним мачевима
- Орден Његоша I реда[4]

Током службе оцјењиван је осам пута, седам пута оцјеном истиче се и једном оцјеном нарочито се истиче.